# Fritz Berger (Prediger)

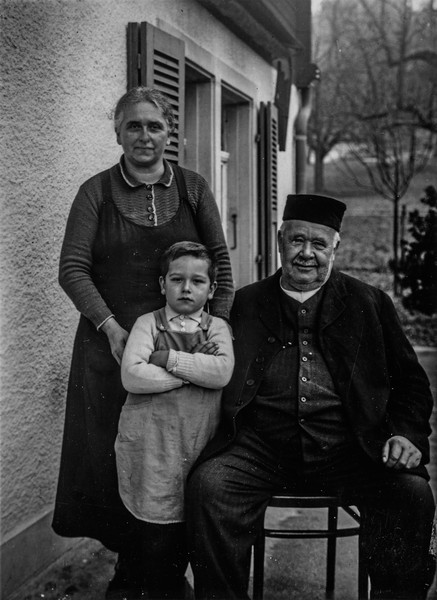
Fritz Berger mit Louise Flümann und einem namentlich unbekannten Kind

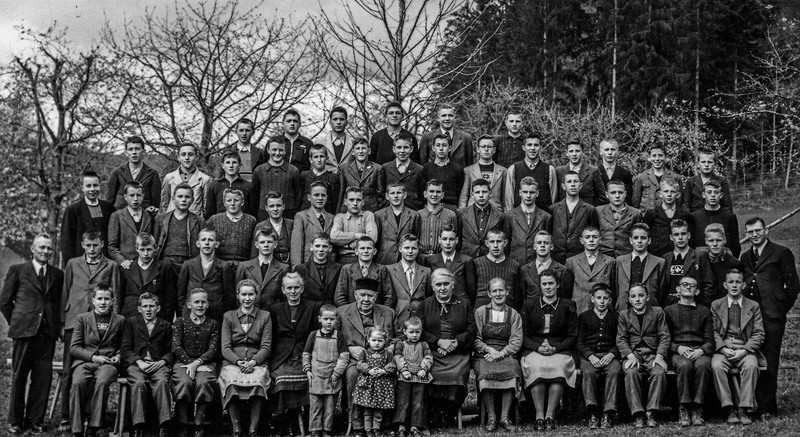
Der Unterweisungskurs des Brüdervereins aus dem Jahr 1948 in Wydibühl. Fritz Berger sitzt mittig in der untersten Reihe zusammen mit Louise Flümann.

Fritz Berger (* 12. März 1868 in Dürrgraben, heute Heimisbach in der Gemeinde Trachselwald im schweizerischen Emmental; † 1. März 1950 in Brenzikofen) war ein Schweizer Prediger und der Gründer des Evangelischen Brüdervereins, der sich seit 2009 Gemeinde für Christus nennt.

## Kindheit und Zeit bis zur Bekehrung
Als Sohn eines Kleinbauern und Tagelöhners kam er aus sehr ärmlichen Verhältnissen. Er erlernte den Wagnerberuf, heiratete 1890 Anna Antenner († 1929), kam aber finanziell kaum über die Runden. Er wilderte und verbrachte viel Zeit und Geld im Wirtshaus, weil er glaubte, dort Kundschaft zu finden. Zu der Zeit war er verschuldet, nikotinabhängig und kartenspielsüchtig und bezeichnete selber Kartenspielen, Kegeln, Fluchen, Lügen und Rauchen als die fünf Sünden, von denen er nicht lassen konnte. Er empfand diesen Zustand als sehr belastend, schaffte es aber nicht, seinen Lebensstil zu ändern.

## Bekehrung und Wiedergeburt

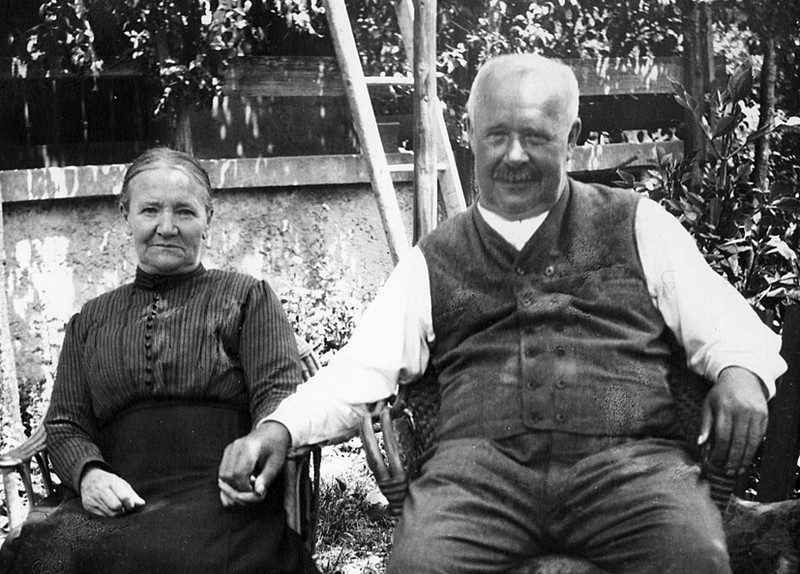
Fritz Berger mit seiner Ehefrau Anna Antenner

Schon längere Zeit ging er in die Gottesdienste und hatte auch durch sein Handwerk Kontakt mit verschiedenen Brüdern aus der Erweckungsbewegung. Am 11. Februar 1899 kam es nach seinen Aussagen zur Bekehrung. Er besuchte daraufhin die Versammlungen des Blauen Kreuzes, unterschrieb eine Abstinenzerklärung und änderte sein Leben radikal. Er zahlte gestohlene Güter zurück und versuchte seine Schulden zurückzuzahlen nach seinem Vermögen. Besonders haderte er mit dem „arme Sünder Lied“, welches besagte, dass man trotz aller Anstrengung ein armer Sünder bleibt. Drei Jahre später am 12. Februar 1902 bekam er die Gewissheit, dass die Sünden vergeben sind, das nannte er dann Wiedergeburt.

## Berger als Prediger
Sehr bald nach seiner Bekehrung ging er in die Versammlungen der Erweckungsbewegung und ergriff dort gelegentlich das Wort, wurde daraufhin an verschiedene Orte eingeladen. Schon 1900 wurde er in der Evangelischen Gesellschaft aufgenommen, dort war er Mitglied bis 1908 und ab 1902 übernahm er auch die Leitung des Zweigvereins Dürrgraben des Blauen Kreuzes. Der Verein wuchs schnell unter seiner Leitung und von 1906 bis 1908 war er Reiseagent des Blauen Kreuzes. Ungefähr 1908 kam es zum Zerwürfnis mit der Evangelischen Gesellschaft und dem Blauen Kreuz, die organisatorisch zusammenhingen. Insbesondere seine Auffassung über die Heiligung führte zu Kontroversen, auch der spezielle rechthaberische Charakter Bergers spielte da eine Rolle. Berger bekam Redeverbot in der Evangelischen Gesellschaft und wurde beim Blauen Kreuz als Reiseagent entlassen. 1909 gründete er den Verein Dürrgraben des Freien Blauen Kreuzes. Diesen missverständlichen Namen legte man 1914 ab und nannte sich nun Evangelischer Brüderverein, der sich 2009 in Gemeinde für Christus umbenannte. Berger leitete diesen 1916 bis 1932 von Hasle bei Burgdorf und 1932 bis 1950 von Brenzikofen aus. Nachfolger in der Leitung wurde kurz vor seinem Tod sein Schwiegersohn Max Graf.
Berger hatte nie eine qualifizierte Ausbildung als Theologe oder Prediger und las wenig Bücher. Er blieb der studierten Theologie gegenüber skeptisch, der kritischen Theologie der Tübinger Schule gegenüber war er radikal ablehnend.

## Familie
Berger schloss seine erste Ehe mit Anna Antenner, einer wenig gebildeten Hirtentochter und Dienstmagd, die sechs Kinder hervorbrachte, wovon aber drei früh starben. Anna starb 1929. In zweiter Ehe heiratete er 1930 Louise Flümann, eine Krankenschwester, die zuvor seine Frau gepflegt hatte.

## Werke
- Von der überschwenglichen Gnade Gottes in meinem Leben. Selbstverlag, Brenzikofen 1940. Zuletzt: Verlag des Evangelischen Brüdervereins, Herbligen 2001.